# Salpornis salvadori
A Salpornis salvadori a verébalakúak (Passeriformes) rendjébe, ezen belül a fakuszfélék (Certhiidae) családjába tartozó faj.

## Rendszerezése
A fajt José Vicente Barbosa du Bocage portugál zoológus írta le 1878-ban, a Hylypsornis nembe Hylypsornis salvadori néven.

## Alfajai
- Salpornis salvadori emini Hartlaub, 1884
- Salpornis salvadori erlangeri Neumann, 1907
- Salpornis salvadori salvadori (Bocage, 1878)
- Salpornis salvadori xylodromus Clancey, 1975[2]

## Előfordulása
Afrikában, Angola, Benin, Bissau-Guinea, Botswana, Burkina Faso, Csád, Dél-Szudán, Kamerun, a Közép-afrikai Köztársaság, a Kongói Köztársaság, a Kongói Demokratikus Köztársaság, Elefántcsontpart, Etiópia, Gambia, Ghána, Guinea, Kenya, Malawi, Mozambik, Nigéria, Szenegál, Sierra Leone, Szudán, Tanzánia, Togo, Uganda, Zambia és Zimbabwe területén honos. A természetes élőhelye trópusi és szubtrópusi lombhullató erdők és száraz szavannák. Állandó, nem vonuló faj.

## Megjelenése
Átlagos testhossza 15 centiméter, testtömege 13,5–16 gramm.

## Életmódja
Rovarokkal táplálkozik.